# Connie Kay
Conrad Henry Kirnon "Connie Kay" (27. april 1927 – 30. november 1994) var en amerikansk jazztrommeslager
Kay var kendt som trommeslageren i The Modern Jazz Quartet fra 1955 (hvor han afløste Kenny Clarke) indtil gruppen blev opløst i 1974. Han var selvlært, og havde tidligere spillet i Lester Youngs kvintet fra 1949 til 1955, og også med Stan Getz, Coleman Hawkins, Charlie Parker, Miles Davis med flere. Han spillede også trommer på Van Morrison's LP Astral Weeks og på tre numre på Tupelo Honey.